# Capão da Canoa
Capão da Canoa is een gemeente in de Braziliaanse deelstaat Rio Grande do Sul. De gemeente telt 40.861 inwoners (schatting 2009).